# Wanamingo
Wanamingo és una població dels Estats Units a l'estat de Minnesota. Segons el cens del 2000 tenia 1.007 habitants.

## Demografia
Segons el cens del 2000, Wanamingo tenia 1.007 habitants, 404 habitatges, i 273 famílies. La densitat de població era de 353,5 habitants per km².
Dels 404 habitatges en un 32,4% hi vivien nens de menys de 18 anys, en un 58,4% hi vivien parelles casades, en un 5,7% dones solteres, i en un 32,4% no eren unitats familiars. En el 28% dels habitatges hi vivien persones soles el 15,6% de les quals corresponia a persones de 65 anys o més que vivien soles. El nombre mitjà de persones vivint en cada habitatge era de 2,45 i el nombre mitjà de persones que vivien en cada família era de 3,04.
Per edats la població es repartia de la següent manera: un 26,8% tenia menys de 18 anys, un 6,9% entre 18 i 24, un 27,3% entre 25 i 44, un 20,1% de 45 a 60 i un 19% 65 anys o més.
L'edat mediana era de 37 anys. Per cada 100 dones de 18 o més anys hi havia 99,2 homes.
La renda mediana per habitatge era de 40.000 $ i la renda mediana per família de 46.125 $. Els homes tenien una renda mediana de 30.583 $ mentre que les dones 23.295 $. La renda per capita de la població era de 18.466 $. Entorn del 5,8% de les famílies i el 8,8% de la població estaven per davall del llindar de pobresa.

## Poblacions més properes
El següent diagrama mostra les poblacions més properes.